# Czułym (miasto)
Czułym (ros. Чулым) – miasto w obwodzie nowosybirskim w Rosji, oddalone ok. 131 km na zachód od Nowosybirska. Przez miasto przepływa rzeka o tej samej nazwie. Liczba ludności wynosiła ok. 12,1 tys. w 2005 r.
Czułym został założony w roku 1762 z uwagi na budowę linii kolejowej, która przebiegła przez osadę w roku 1898. Prawa miejskie Czułym otrzymał w roku 1947.